# آبازه حسن پاشا
آبازه حسن پاشا یکی از افسران ارتش عثمانی بود که پس از آنکه در دستگیری حیدر اوغلو، شورشی تُرک، توفیق یافت، به‌عنوان پاداش به ریاست قبایل ترکمان در آناتولی برگزیده شد. بعد از مدتی از این مقام برکنار گشت، اما تمرد کرد و با نیروهای زیر فرمان خویش، ناحیه‌ای میان گرده و بولو را گرفت و «قاطرچی اوغلو» را که سابقهٔ راهزنی داشت و پس از مدتی به خدمت دولت درآمده و در این هنگام در رأس گروهی به جنگ وی فرستاده شده بود، شکست داد و سرانجام با اشغال مجدد منصب ریاست ترکمانان آناتولی، به اطاعت از حکومت مرکزی تن در داد. چندی بعد به علت شکایات بسیاری که برضد او مطرح گشت، در «یِدّی قُلّه» (هفت برج) زندانی شد.
در سال ۱۶۵۲ میلادی زمانی که بهایی افندی به عنوان شیخ‌الاسلام برگزیده شد، به وساطت وی از زندان رهایی یافت و حکومت اوخْری به او واگذار گشت. دراکتبر ۱۶۵۴ میلادی، اِبْشیر پاشا که از قوم آبازه بود به صدارت عظمی رسید. وی آبازه حسن را به نزد خویش خواند و او تا لحظهٔ اعدام ابشیر پاشا نسبت به وی وفادار ماند و پس از آن به آسیای صغیر بازگشت و بار دیگر عنوان ریاست ترکمانان را به خود اختصاص داد (۱۶۵۵ میلادی). آبازه حسن پس از این دوران در حلب سکونت گزید و در اثر رفتار ستمگرانه‌ای که در پیش گرفت، خلق بسیاری را از خویش ناخشنود ساخت، تا جایی که دیوان خلیفه تصمیم به تبعید او گرفت، اما سلیمان پاشا صدراعظم، او را در مقام خود ابقا کرد و نیز دفاع از بُغاز داردانل را برعهدهٔ او قرار داد. وی در سال ۱۶۵۶ میلادی حکمران دِیاربَکر شد و دو سال پس از آن، بار دیگر به شورش برخاست و خواستار عزل صدراعظم محمد پاشا کوپرولو گشت و در رأس لشکری بزرگ به پیشروی پرداخت و بورسه را تهدید کرد و مرتضی پاشا را که به مقابله با او فرستاده شده بود، در نزدیکی ایلغین به سختی شکست داد (دسامبر ۱۶۵۸ میلادی)، اما سپس فریب خورد و برای مذاکره دربارهٔ شرایط تبعیت از حکومت مرکزی به حلب رفت و در آنجا به ترفند کشته شد.